# Cardinal Richelieu (film, 1935)
Pour plus de détails, voir Fiche technique et Distribution.
Cardinal Richelieu est un film historique américain réalisé par Rowland V. Lee sorti en 1935.

## Synopsis
Adaptant la pièce de théâtre Richelieu d’Edward Bulwer-Lytton écrite en 1839, le film décrit la vie du grand homme d’État français, le cardinal de Richelieu et ses relations avec Louis XIII.

## Fiche technique
- Titre original : Cardinal Richelieu
- Réalisation : Rowland V. Lee
- Scénario et adaptation : Cameron Rogers, Maude T. Howell et Nunnally Johnson (non crédité) d'après la pièce Richelieu de Edward Bulwer-Lytton
- Dialogues : W.P. Lipscomb
- Producteurs : William Goetz (producteur associé), Raymond Griffith (producteur associé), Darryl F. Zanuck, Nunnally Johnson (non crédité) et Joseph M. Schenck (non crédité)
- Société de production : 20th Century Pictures
- Société de distribution : United Artists
- Musique : Alfred Newman (non crédité)
- Photographie : J. Peverell Marley et Harry Neumann (seconde équipe, non crédité)
- Montage : Sherman Todd
- Direction artistique : Richard Day
- Décors de plateau : Julia Heron (non créditée)
- Costumes : Omar Kiam
- Pays :  États-Unis
- Genre : Historique
- Format : Noir et blanc - Son : Mono (Western Electric Noiseless Recording)
- Durée : 82 minutes
- Dates de sortie :
  - États-Unis : 18 avril 1935 (New York)
  - États-Unis : 28 avril 1935 (sortie nationale)

## Distribution
- George Arliss : Cardinal Richelieu
- Maureen O'Sullivan : Lenore
- Edward Arnold : Louis XIII de France
- Cesar Romero : Andre de Pons
- Douglass Dumbrille : Baradas
- Francis Lister : Gaston de France
- Halliwell Hobbes : Père Joseph
- Violet Kemble-Cooper : Marie de Médicis
- Katharine Alexander : Anne d'Autriche
- Robert Harrigan : Fontailles
- Joseph Tozer (en) : De Bussy
- Lumsden Hare : Gustave II Adolphe de Suède
- Russell Hicks : Le Moyne
- Keith Hitchcock : Duc D'Epernon
- Murray Kinnell : Duc de Lorraine
- Herbert Bunston (en) : Duc de Normandie
- Guy Bellis (en) : Duc de Buckingham
- Boyd Irwin : Premier ministre autrichien
- Leonard Mudie : Olivares
- William Worthington : Le chambellan du Roi
- John Carradine : Agitateur
- Lionel Belmore : Agitateur